# Абакрампа
Абакрампа — місто в Центральній області. Також відоме аббревіатурою 'ABK'. Абакрампа є головним місцем Абура Оманхене або Традиційна рада. Місто також відоме своїм  Технікумом (Abakrampa Secondary Technical School) також тут проходит грандіозний фестиваль Tutu Apon що переводиться як великий завойовник. В місті проходить спеціальна программа Болонський процес